# Likfläck

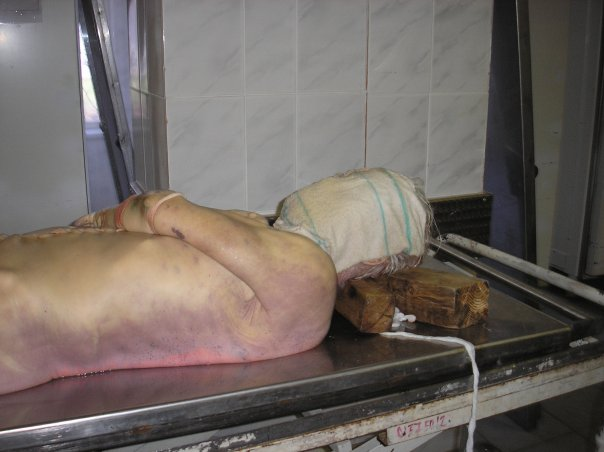
Likfläckar bildas i kroppens lägst belägna delar.

Likfläckar eller livor mortis är ett likfenomen i den döda kroppen. Efter att döden har inträffat sjunker blodet på grund av tyngdkraften och fyller blodkärlen i kroppens lägst belägna delar. Då bildas vanligen blåröda fläckar av varierande storlek. Blodrika personer kan utveckla mycket kraftiga likfläckar medan blodfattiga kan sakna likfläckar helt och hållet. Likfläckarnas utbredning kan hjälpa en rättsmedicinare att göra en grov uppskattning av tidpunkten för dödens inträffande, men variationerna gör att resultatet oftast inte är tillförlitligt. 